# Chirotica bruchii
Chirotica bruchii är en stekelart som först beskrevs av Brethes 1904.  Chirotica bruchii ingår i släktet Chirotica och familjen brokparasitsteklar. Inga underarter finns listade i Catalogue of Life.